# (4384) Henrybuhl
(4384) Henrybuhl ist ein Hauptgürtelasteroid, der am 3. Januar 1990 von Tsutomu Hioki und Shūji Hayakawa von der Sternwarte in Okutama entdeckt wurde.
Der Asteroid gehört zur Eunomia-Familie, einer nach (15) Eunomia benannten Gruppe, zu der vermutlich fünf Prozent der Asteroiden des Hauptgürtels gehören.
Der Asteroid wurde am 13. Juni 2014 nach Henry Buhl (1848–1927) benannt, dem Gründer der Henry Buhl Foundation.